# Malăk Porovets
Malăk Porovets (bulgariska: Малък Поровец) är ett distrikt i Bulgarien.   Det ligger i kommunen Obsjtina Isperich och regionen Razgrad, i den nordöstra delen av landet, 300 km öster om huvudstaden Sofia.